# بیلون (آلیاژ)
بیلون (انگلیسی: Billon) آلیاژ یک فلز گران‌بها (معمولاً نقره نقره، اما همچنین طلا با محتوای اکثر فلزات پایه (مانند مس) است. بیشتر برای ساخت سکه، نشان و سکه‌های ژتون استفاده می‌شود.